# Igernella notabilis
Igernella notabilis är en svampdjursart som först beskrevs av Duchassaing och Giovanni Michelotti 1864.  Igernella notabilis ingår i släktet Igernella och familjen Dictyodendrillidae. Inga underarter finns listade i Catalogue of Life.